# Санд Спрингс (Оклахома)
Санд Спрингс (енгл. Sand Springs) град је у америчкој савезној држави Оклахома.

## Демографија
По попису из 2010. године број становника је 18.906, што је 1.455 (8,3%) становника више него 2000. године.
| Група             | 2000.          | 2010.          |
| Белци             | 14.772 (84,6%) | 15.115 (79,9%) |
| Афроамериканци    | 323 (1,9%)     | 458 (2,4%)     |
| Азијати           | 76 (0,4%)      | 112 (0,6%)     |
| Хиспаноамериканци | 360 (2,1%)     | 643 (3,4%)     |
| Укупно            | 17.451         | 18.906         |